# Rümmingen
Rümmingen è un comune tedesco di 1 633 abitanti, situato nel land del Baden-Württemberg.